# چیورنایا تورکا
چیورنایا تورکا (به لاتین: Chyornaya Turka) یک رود در روسیه است که در سرزمین پرم واقع شده‌است.